# Elecciones municipales de 2019 en Valencia
Las elecciones municipales de 2019 se celebraron en Valencia el domingo 26 de mayo, de acuerdo con el Real Decreto de convocatoria de elecciones locales en España dispuesto el 1 de abril de 2019 y publicado en el Boletín Oficial del Estado el 2 de abril. Se eligieron los 33 concejales del pleno del Ayuntamiento de Valencia, a través de un sistema proporcional (método d'Hondt), con listas cerradas y un umbral electoral del 5 %.

## Candidaturas
En abril de 2019 fueron proclamadas 23 candidaturas.

## Resultados
Los resultados completos correspondientes a escrutinio definitivo se detallan a continuación:
| Candidatura                                                      | Candidatura                                                       | Votos   | %                               | Escaños                         |
| ---------------------------------------------------------------- | ----------------------------------------------------------------- | ------- | ------------------------------- | ------------------------------- |
|                                                                  | Compromís per València: Compromís Municipal (Compromís Municipal) | 106 395 | 27,44                           | 10                              |
|                                                                  | Partido Popular (PP)                                              | 84 328  | 21,78                           | 8                               |
|                                                                  | Partido Socialista Obrero Español (PSOE)                          | 74 597  | 19,30                           | 7                               |
|                                                                  | Ciudadanos-Partido de la Ciudadanía (Cs)                          | 68 283  | 17,61                           | 6                               |
|                                                                  | Vox (Vox)                                                         | 28 126  | 7,26                            | 2                               |
| Unides Podem-Esquerra Unida (Podemos-EUPV)                       | Unides Podem-Esquerra Unida (Podemos-EUPV)                        | 16 158  | 4,17                            | 0                               |
| Partido Animalista Contra el Maltrato Animal (PACMA)             | Partido Animalista Contra el Maltrato Animal (PACMA)              | 3 197   | 0,83                            | 0                               |
| Som Valencians En Moviment-Cuides (UIG-SOMVAL-CUIDES)            | Som Valencians En Moviment-Cuides (UIG-SOMVAL-CUIDES)             | 1398    | 0,36                            | 0                               |
| Avant Los Verdes Ecopacifistas (Avant)                           | Avant Los Verdes Ecopacifistas (Avant)                            | 687     | 0,18                            | 0                               |
| Contigo Somos Democracia (Contigo)                               | Contigo Somos Democracia (Contigo)                                | 513     | 0,13                            | 0                               |
| Poble Democràtic (Poble Democràtic)                              | Poble Democràtic (Poble Democràtic)                               | 355     | 0,09                            | 0                               |
| Partido Comunista de los Pueblos de España (PCPE)                | Partido Comunista de los Pueblos de España (PCPE)                 | 276     | 0,07                            | 0                               |
| Esquerra Republicana del País Valencià-Acord Municipal (ERPV-AM) | Esquerra Republicana del País Valencià-Acord Municipal (ERPV-AM)  | 270     | 0,07                            | 0                               |
| Por Un Mundo Más Justo (PUM+J)                                   | Por Un Mundo Más Justo (PUM+J)                                    | 184     | 0,05                            | 0                               |
| Auna Comunitat Valenciana (Auna CV):                             | Auna Comunitat Valenciana (Auna CV):                              | 164     | 0,04                            | 0                               |
| Actuando Contigo Partido Para la Sociedad (ACPS)                 | Actuando Contigo Partido Para la Sociedad (ACPS)                  | 157     | 0,04                            | 0                               |
| Escaños en Blanco (EB)                                           | Escaños en Blanco (EB)                                            | 135     | 0,04                            | 0                               |
| Falange Española de las JONS (FE de las JONS)                    | Falange Española de las JONS (FE de las JONS)                     | 126     | 0,03                            | 0                               |
| Demòcrates Valencians (DV)                                       | Demòcrates Valencians (DV)                                        | 118     | 0,03                            | 0                               |
| Partido Libertario (P-Lib)                                       | Partido Libertario (P-Lib)                                        | 115     | 0,03                            | 0                               |
| Coalición Progresistas Centrados (CPC)                           | Coalición Progresistas Centrados (CPC)                            | 110     | 0,03                            | 0                               |
| Vamos (VMS)                                                      | Vamos (VMS)                                                       | 90      | 0,02                            | 0                               |
| Alternativa Republicana (ALTER)                                  | Alternativa Republicana (ALTER)                                   | 63      | 0,02                            | 0                               |
| Votos en blanco                                                  | Votos en blanco                                                   | 1526    | 0.39                            | n/a                             |
| Votos válidos                                                    | Votos válidos                                                     | 387 873 | 100,00                          | 33                              |
| Votos nulos                                                      | Votos nulos                                                       | 1184    | Participación: \| \| 66,32 % \| | Participación: \| \| 66,32 % \| |
| Votantes                                                         | Votantes                                                          | 389 057 | Participación: \| \| 66,32 % \| | Participación: \| \| 66,32 % \| |
| Electores                                                        | Electores                                                         | 586 624 | Participación: \| \| 66,32 % \| | Participación: \| \| 66,32 % \| |
|                                                                  | 66,32 %                                                           |         |                                 |                                 |

## Concejales electos
Relación de concejales electos:
| N.º | Nombre                          | Lista | Lista               |
| --- | ------------------------------- | ----- | ------------------- |
| 1   | Joan Ribó Canut                 |       | Compromís Municipal |
| 2   | María José Català Verdet        |       | PP                  |
| 3   | Sandra Gómez López              |       | PSOE                |
| 4   | Fernando Giner Grima            |       | Cs                  |
| 5   | Isabel Lozano Lázaro            |       | Compromís Municipal |
| 6   | María José Ferrer San Segundo   |       | PP                  |
| 7   | Emiliano García Domene          |       | PSOE                |
| 8   | Glòria Tello Company            |       | Compromís Municipal |
| 9   | Rocío Gil Uncio                 |       | Cs                  |
| 10  | José Gosálbez Payá              |       | Vox                 |
| 11  | Paula María Llobet Vilarrasa    |       | PP                  |
| 12  | Pere S. Fuset Tortosa           |       | Compromís Municipal |
| 13  | María Teresa Ibáñez Giménez     |       | PSOE                |
| 14  | Narciso Estellés Escorihuela    |       | Cs                  |
| 15  | Giuseppe Grezzi                 |       | Compromís Municipal |
| 16  | Santiago Ballester Casabuena    |       | PP                  |
| 17  | Ramón Vilar Zanón               |       | PSOE                |
| 18  | Lucía Beamud Villanueva         |       | Compromís Municipal |
| 19  | Rafael Pardo Gabaldón           |       | Cs                  |
| 20  | Enric Esteve Mollà              |       | PP                  |
| 21  | Carlos E. Galiana Llorens       |       | Compromís Municipal |
| 22  | Elisa Valía Cotanda             |       | PSOE                |
| 23  | Vicente Montañez Valenzuela     |       | Vox                 |
| 24  | Juan Giner Corell               |       | PP                  |
| 25  | María Amparo Picó Peris         |       | Cs                  |
| 26  | Sergi Campillo Fernández        |       | Compromís Municipal |
| 27  | Aarón Cano Montaner             |       | PSOE                |
| 28  | Marta Torrado de Castro         |       | PP                  |
| 29  | María Luisa Notario Villanueva  |       | Compromís Municipal |
| 30  | Francisco Javier Copoví Carrión |       | Cs                  |
| 31  | María Pilar Bernabé García      |       | PSOE                |
| 32  | Alejandro Ramón Álvarez         |       | Compromís Municipal |
| 33  | Julia Climent Monzó             |       | PP                  |